# Twentyseven
Twentyseven är en singel från albumet Sinkadus av Kristofer Åström, utgiven 2009.

## Låtlista
1. "Twentyseven" - 3:48